# جيمي ويلزي
جيمي ويلزي (بالإنجليزية: Jimmy Welsh)‏ هو لاعب كرة قاعدة أمريكي، ولد في 9 أكتوبر 1902، وتوفي في 20 أكتوبر 1970.

## وصلات خارجية
- جيمي ويلزي على موقعبيزبول رفرنس.كوم (الدوري الرئيسي) (الإنجليزية)